# Punkt1

punkt1 er en dansk hvidevarekæde, som er en sammenslutning af de tre kæder ServiceRingen, Snehvide og Elkøb. Kæden blev dannet i september 2003 og har over 37 butikker i Danmark og 1 butik på Færøerne. Kæden består af selvstændige butikker, der er gået med i et kædesamarbejde, således at markedsføring styres centralt. Elbodan er kædecenter for punkt1 foruden profilerede kæder som Expert, ELplus og Lysmesteren.
Butikskæden blev kendt for sine tv-reklamer med Sofie Stougaard i hovedrollen som Diana og Morten Kirkskov i rollen som indehaver. Diana ønsker at lukke hvidevarekæden, da hun mener, at kæden tager de andre kæders kunder grundet for små priser. Efter et par år med Diana, fik butikskæden dog nye TV reklamer i 2007, med Nikolaj Lie Kaas i hovedrollen som hvidevareentusiasten Arne Hvid, der finder "win win situations". I butikken er også butikschefen Bent der køber billigt ind, spillet af Dick Kaysø samt eleven Sebastian spillet af Stefan Pagels Andersen.